# Rudolf Mildner
Rudolf Mildner (10. července 1902 Janov – 1953?) byl rakousko-německý příslušník SS – Standartenführer. Sloužil jako náčelník gestapa v Katovicích. Byl vedoucím politického oddělení v koncentračním táboře v Osvětimi, kde prováděl výslech metodou „třetího stupně“ od března 1941 do září 1943. Jako takový často posílal vězně do Osvětimi uvěznit nebo popravit. Několikrát navštívil Osvětim. V prosinci 1944 byl jmenován náčelníkem SiPo, Gestapa a SD ve Vídni. Po válce Mildner svědčil v Norimberském procesu a zůstal ve vazbě do roku 1949.

## Mládí
Narodil se v rakouském Slezsku v Janově a během první světové války sloužil jako dobrovolník v rakousko-uherském námořnictvu. Po válce Mildner sloužil ve Freikorpsu Sudetenland. Mildner absolvoval školení a stal se policistou v Salcburku. V roce 1925 nastoupil do rakouské policejní služby. Během té doby Mildner pokračoval ve svém vzdělávání navštěvováním noční školy.

## Kariéra nacisty
V roce 1931 se stal členem nacistické strany (NSDAP) s číslem 614,080. V roce 1934 získal doktorát práv na univerzitě v Innsbrucku. V roce 1935 byl nucen opustit Rakousko a přestěhovat se do Německa. Tam se stal německým občanem a vstoupil do SS (číslo 275,741). Mildner získal pozici na oddělení politické policie v Mnichově.
Po Anšlusu v roce 1938 se Mildner stal šéfem gestapa v Linzi a v 1939 v Salcburku. Od prosince 1939 do začátku roku 1941 vedl gestapo v Chemnitzu. V březnu 1941 byl jmenován vedoucím úřadovny gestapa v Katovicích. Tento úřad v čele s Mildnerem byl ve spojeni s koncentračním táborem v Osvětimi a sloužil jako hlava „vykonstruovaných procesů“, který odsoudil 2000 Poláků k smrti. V roce 1942 obdržel válečný záslužný kříž 2. třídy za boj proti nepřátelům říše.
V září 1943 byl Mildner převelen do okupovaného Dánska jako šéf gestapa, aby bojoval proti dánskému hnutí odporu a organizoval deportaci dánských židů. Mildner dohlížel na bezpečnost v Dánsku v roce 1943, kdy deportace židů selhala. 95% z nich se podařilo bezpečně přeplavit do neutrálního Švédska. Selhání Mildnera mělo za příčinu, že byl v lednu 1944 byl odvelen z Dánska. Poté působil jako inspektor SiPo a SD v Kasselu.
Od března 1944 do června 1944 byl náměstkem náčelníka poboček IVA a IVB (nepřátelé režimu a činností sekt a církví) v Říšském hlavním bezpečnostním úřadu (RSHA). V prosinci 1944 byl jmenován nástupcem Františka Josefa Hubera jako šéfa SiPo, Gestapa a SD ve Vídni. V této funkci byl zodpovědný za boj s odbojem vedené členy Wehrmachtu majorem Karlem Biedermannem, kapitánem Alfredem Huthem a nadporučíkem Rudolfem Raschke. Tento odboj se pokusil zachránit Vídeň před zničením a předat Vídeň spojencům. Odbojáři byli Mildnerem popraveni. Následně byla Vídeň Sověty obsazená a Mildner se vrátil do Linze. Zde byl náměstkem Františka Josefa Hubera. V květnu 1945 uprchl na západ a byl zatčen americkou armádou a svědčil v norimberském procesu. Americká armáda zadržovala Mildnera a zachránila ho před předáním do rukou vyšetřovatelů válečných zločinů, protože jeho znalost komunistické subverze byla považována za užitečnou.

## Norimberský proces
V Norimberku svědčil v hlavním procesu proti šéfovi RSHA Ernstu Kaltenbrunnerovi. Mildner byl propuštěn v roce 1949 a poté zmizel neznámo kam. Jeho místo a datum smrti nejsou známy. Adolf Eichmann prohlašoval, že se setkal s Mildnerem v Argentině v roce 1958, ale toto tvrzení nebylo ověřeno.